# Streets of Rage 3
 (mars 2020).
Si vous disposez d'ouvrages ou d'articles de référence ou si vous connaissez des sites web de qualité traitant du thème abordé ici, merci de compléter l'article en donnant les références utiles à sa vérifiabilité et en les liant à la section « Notes et références ».
Streets of Rage 3 (Bare Knuckle III au Japon) est un beat them all développé par Sega AM7 et édité par Sega, sorti sur Mega Drive en 1994. Il fait partie de la série Streets of Rage, dont il constitue le troisième épisode après Streets of Rage 2, et est suivi par Streets of Rage 4.

## Histoire
Six mois ont passé depuis la seconde défaite de Mr X. Mais ce dernier est de retour avec un nouveau plan machiavélique : remplacer les officiels de la ville par des sosies cybernétiques qu'il pourrait contrôler. Pour parvenir à ses fins, Mr X a fait appel au plus grand robotiste de la planète : le Dr Henry Dahm. Mise au courant de ces sombres intentions par un ami, le Dr Victor Zan, Blaze Fielding tente de recontacter ses anciens collègues, Adam Hunter et Axel Stone, pour leur demander d'enquêter avec elle sur cette affaire, ainsi que sur la vague d'attentats à la bombe qui balaie la ville et sur la mystérieuse disparition du chef de la police. Seul Axel put répondre à temps à l'appel de Blaze. Accompagnés d'Eddie « Skate » Hunter ainsi que de Zan, Axel et Blaze partent une nouvelle fois affronter leur ennemi de toujours…

## Système de jeu
Ce troisième épisode reprend le même système de jeu que Streets of Rage 2, et y ajoute de nouvelles possibilités d'attaque. Les personnages peuvent désormais courir et glisser latéralement. Ils ont aussi une seconde jauge qui une fois remplie permet d'utiliser un coup spécial sans perdre de vie. De plus, trois nouveaux coups spéciaux par personnages appelés blitz attacks sont disponibles. Ils doivent être débloqués en cours de partie ou peuvent simplement être réalisés avec le bouton X de la manette à six boutons. Enfin les différentes armes disponibles au cours du jeu permettent elles aussi d’exécuter de nouveaux mouvements.

### Personnages
Il est possible de choisir entre quatre combattants :
- Axel Stone : Le personnage le plus équilibré du jeu, ses caractéristiques sont moyennes dans tous les domaines ;
- Blaze Fielding : Plus agile et technique qu'Axel, elle est également un peu plus faible ;
- Sammy (Eddie) « Skate » Hunter : Monté sur ses rollers, c'est le personnage le plus rapide du groupe, mais aussi le moins fort ;
- Dr Victor Zan : Nouveau venu dans la série, ce cyborg fait office de brute du groupe ;
- Victy (Roo en occident): Un personnage bonus qui ne se débloque qu'une fois son dompteur vaincu mais pour pouvoir en bénéficier par la suite, il faut bien entendu épargner ce kangourou qui s'enfuira après la défaite de son maitre ;
- Shiva ;
- Ash (seulement dans la version japonaise).

## Bare Knuckle III
La version japonaise du jeu (Bare Knuckle III, ou BKIII) diffère quelque peu des versions européenne et américaine (SoR3) sorties ensuite. Voici quelques-uns de ces changements :
- L'écran titre est bien évidemment différent selon les versions. De plus au Japon, l'introduction du jeu comporte des images totalement absentes dans SoR3 ;
- Dans BKIII, les habits de Axel, Blaze et Skate sont de la même couleur que dans Streets of Rage 2 ;
- La difficulté du jeu est sensiblement augmentée dans SoR3 ;
- Les noms des ennemis sont très souvent différents d'une version à l'autre. Ainsi le célèbre Galsia s'appelle Garcia dans SoR3 ;
- Certaines femmes sont plus habillées dans SoR3. Par exemple Electra porte un gilet au lieu d'un bustier dans BKIII ;
- Ash, un boss aux allures de Village People bariolé, est porté disparu dans SoR3. ;
- Le jeu s'arrête au niveau 5 dans SoR3 lorsque vous jouez en niveau de difficulté Easy.

## Reception
Le jeu est noté 72% sur Mega Drive, par Greg, T.S.R et Trazom,  dans le magazine Joypad.
- Consoles Plus N°32 : note 89%
- Mega Force N°28 : note 94%
- Player One N°42 : note 85%
- Emission Televisator 2 : note 12/20